# 보리마당 골목길
보리마당 골목길은 전라남도 목포시 서산동에 있다. 2016년 7월 28일 목포시의 문화유산 제29호로 지정되었다.

## 개요
일제강점기에 일화유지(日華油脂)의 일용근로자들이 주로 모여 살던 서산동 언덕의 골목길이다.‘해안로 127번길’과 ‘보리마당로’로 연결되는 오르막길로서 목포 해안가 마을 골목길의 전형적인 모습을 보여주고 있다. 보리마당 위에서는 목포 앞바다와 서산동 마을 경관이 한눈에 조망된다. 최근 목포 인문도시 사업 프로그램 중 이 일대가 서산동 시화전 골목으로 활용되면서 현재 골목 곳곳에 목포의 예술인들이 만든 시화가 걸려 있다.서산동쪽 골목길의 오르막 바로 옆길에는 일제강점기 사꾸라마찌(櫻町) 유곽의 흔적이 지금도 남아있다.